# Евлогий (Ника)
Архиепи́скоп Евлогий (рум. Arhiepiscop Evloghie; род. 19 декабря 1973, Фэлтичени, Сучава) — архиерей Православной старостильной церкви Румынии и её 6-й предстоятель (с 2024).

## Биография
Родился 19 декабря 1973 года в Фэлтиченах в Сучавском уезде. В 1992 году окончил среднюю школу и поступил на факультет атомной физики Бухарестского университета. Одновременно с обучением, в 1994 году был принят в Успенский мужской монастырь в Бухаресте, где настоятелем был его дядя архимандрит Флавиан (Быргэоану) (в настоящее время епископ Илфовский).
В 1996 году был пострижен в монашество в Успенском мужском монастыре с именем Евлогий, в честь святителя Евлогия Александрийского и основателя обители Евлогия (Оца). В третье воскресение Великого поста 1997 года был хиротонисан во иеродиакона.
В 1997 году окончил университет со степенью бакалавра, получив самые высокие баллы, а также стипендию для продолжения обучания в Кембриджском университете. По совету своего духовного отца архимандрита Флавиана отказался от дальнейшего обучения и посвятил свою жизнь монашескому деланию. В 1997 году был хиротонисан во иеромонаха и направлен в Шелимбер, недалеко от города Сибиу, для основания нового монастыря. Через некоторое время было начато строительство Покровского собора, Вознесенской часовни, братского корпуса и хозяйственных построек. 28 августа 2005 года в праздник Успения Пресвятой Богородицы он был возведён в достоинство архимандрита.
19 ноября 2007 года в день памяти святителя Павла Исповедника, архиепископа Константинопольского был хиротонисан во епископ Сибиуского. Хиротонию совершили: митрополит Власий (Могырзан), Демосфен (Йоницэ), епископ Бакэуский Геннадий (Георге), епископ Сучавский Софроний (Оцел), епископ Брашовский Феодосий (Скутару), епископ Плоештский Антоний (Тэтару), епископ Ботошанский Иосиф (Могырзан), епископ Илфовский Флавиан (Быргэоану), епископ Ясский Гликерий (Илие) и епископ Галацкий Дионисий (Констандаке).
29 августа 2024 года был избран новым предстоятелем Православной старостильной церкви Румынии. 1 сентября 2024 года в Свято-Духовском соборе состоялся чин его интронизации.